# Мальцев, Паисий Михайлович
Паи́сий Миха́йлович Ма́льцев (1856, Николаевск, Самарская губерния — 1919, Саратов) — русский предприниматель, купец, коллекционер, меценат, старообрядец. Вместе с братом Анисимом вложил деньги в строительство Свято-Троицкого храма архитектора Ф. О. Шехтеля в г. Балаково.

## История рода
Мальцевы — древний купеческий род. Дед Паисия — Трофим Михайлович, купец из города Рыльска Курской губернии. Отец — Михаил Трофимович, был купцом второй гильдии, имел салотопенные и кожевенный заводы в Балакове и Николаевске (в настоящее время — Пугачёв), торговал хлебом, имел мельницы и кузницу. Основал родовое имение в селе Балаково. Избирался гласным уездного земского собрания, а также гласным городской думы уездного центра — города Николаевска. Мальцевы принадлежали к старообрядцам-поповцам белокриницкого согласия (ныне — РПСЦ) и считались главными покровителями раскольников в регионе. У Паисия был брат Анисим (1857—1914) и сестра Акулина (год рождения примерно тот же, возможно — внебрачная или приёмная дочь).
В 1919 году Паисий Мальцев был репрессирован Саратовским ЧК и убит без суда и следствия. Место захоронения неизвестно. Паисий не был женат и наследников не оставил.

## Предпринимательство
При содействии Анисима и Паисия Мальцевых в Балакове была создана хлебная биржа, которая, по мнению Ф. Е. Мельникова, диктовала цены на хлеб лондонскому Сити. Хлебные пристани в Балакове по грузообороту уступали тогда только Астрахани, Самаре и Казани.
Особняк Паисия Мальцева, который он построил на территории усадьбы, приобретённой в 1890 году, считается одной из главных архитектурных достопримечательностей города Балаково. Здание стоит на пересечении улиц Ленина и Коммунистической (ранее — Новоузенская и Николаевская). Авторство особняка оспаривается специалистами: одни считают, что это проект зодчего Ф. О. Шехтеля, другие — архитектора Ф. И. Шустера. Нет единства и с годом постройки (1890-е или 1900-е). Существует также мнение о том, что изначально проектом занимался Шустер, а в 1910-е гг. усадьба была реконструирована Шехтелем.

## Коллекционирование
Как отмечают историки, Паисий Михайлович был творческой и богато одарённой натурой. Учился в Московском университете, общался с Чеховым и Гиляровским, был известным библиофилом, коллекционировал древние книги, рукописи. Его коллекция книг пополнила фонд Российской государственной библиотеки и стала основой фонда редкой книги научной библиотеки Саратовского государственного университета. В 30-е годы XX века профессор А. А. Гераклитов писал, что в университете мальцевская библиотека занимает 331 полку, где стоит более 20 тысяч томов, не считая периодики. Среди них книги по всем областям науки, публицистики и литературы, справочные издания, альбомы и атласы.

## Меценатство
В конце XIX века Анисим с Паисием приютили в Балакове несколько тысяч пострадавших от засухи в Самарской губернии и кормили их до следующего урожая.
Вместе с братом Анисимом и партнёром Николаем Бугровым построил в 1906 году в Ессентуках (Кавказские Минеральные Воды) санаторий «для бесплатного помещения в нём бедных и неимущих чахоточных больных».
Главным благотворительным делом братьев стало строительство Свято-Троицкого храма, для чего был приглашён из Москвы архитектор Ф. О. Шехтель. Строительство завершилось в 1914-м. По словам Ф. Е. Мельникова, постройка храма обошлась в миллион рублей (около 1 млрд рублей в ценах 2020 года).